# Tomás Ardid Rey
Tomás Ardid Rey fue un militar español que participó en la Guerra Civil.

## Biografía
Militar de carrera, pertenecía al arma de ingenieros. Al comienzo de la Guerra Civil, en julio de 1936, ostentaba la graduación de teniente coronel; se mantuvo fiel a la República. Al comienzo de la guerra llegó a afiliarse al Partido Comunista de España (PCE), aunque algún historiador ha señalado la lejanía ideológica de Ardid con el PCE. En el otoño de 1936 dirigió los trabajos de fortificación alrededor de Madrid, en previsión del ataque franquista. Por esta labor fue muy apreciado en la zona republicana. Durante la contienda ascendió al rango de coronel. En 1938 fue nombrado comandante general de Ingenieros dentro del Grupo de Ejércitos de la Región Central (GERC). Ese año dirigió los trabajos de fortificación de Valencia. En marzo de 1939, tras el golpe de Casado, fue nombrado inspector general de Ingenieros.
Capturado por las fuerzas franquistas al final de la guerra, sería juzgado y condenado a penas de prisión. Salió en libertad condicional en 1943.